# Casterets
Casterets ist eine französische Gemeinde mit 17 Einwohnern (Stand 1. Januar 2022) im Département Hautes-Pyrénées in der Region Okzitanien (vor 2016: Midi-Pyrénées). Sie gehört zum Arrondissement Tarbes und zum Kanton Les Coteaux. Die Einwohner werden Casteretais und Casteretaises genannt.

## Geographie
Casterets liegt circa 43 Kilometer östlich von Tarbes in der historischen Provinz Quatre-Vallées an der Grenze zum Département Gers.
Umgeben wird Casterets von den drei Nachbargemeinden:
|                | Mont-d’Astarac (Gers)                       |                 |
|                | Kompassrose, die auf Nachbargemeinden zeigt |                 |
| Sariac-Magnoac |                                             | Thermes-Magnoac |

## Einwohnerentwicklung
Nach Beginn der Aufzeichnungen stieg die Einwohnerzahl bis zur ersten Hälfte des 19. Jahrhunderts auf einen Höchststand von 95. In der Folgezeit sank die Größe der Gemeinde bei kurzen Erholungsphasen bis zur Jahrtausendwende auf einen Tiefststand von 5 Einwohnern, bevor sie leicht anstieg und sich seitdem auf einem Niveau von etwas mehr als 10 Einwohnern stabilisierte.
| Jahr      | 1962 | 1968 | 1975 | 1982 | 1990 | 1999 | 2006 | 2011 | 2022 |
| --------- | ---- | ---- | ---- | ---- | ---- | ---- | ---- | ---- | ---- |
| Einwohner | 26   | 19   | 18   | 11   | 10   | 5    | 15   | 13   | 17   |

## Wirtschaft und Infrastruktur

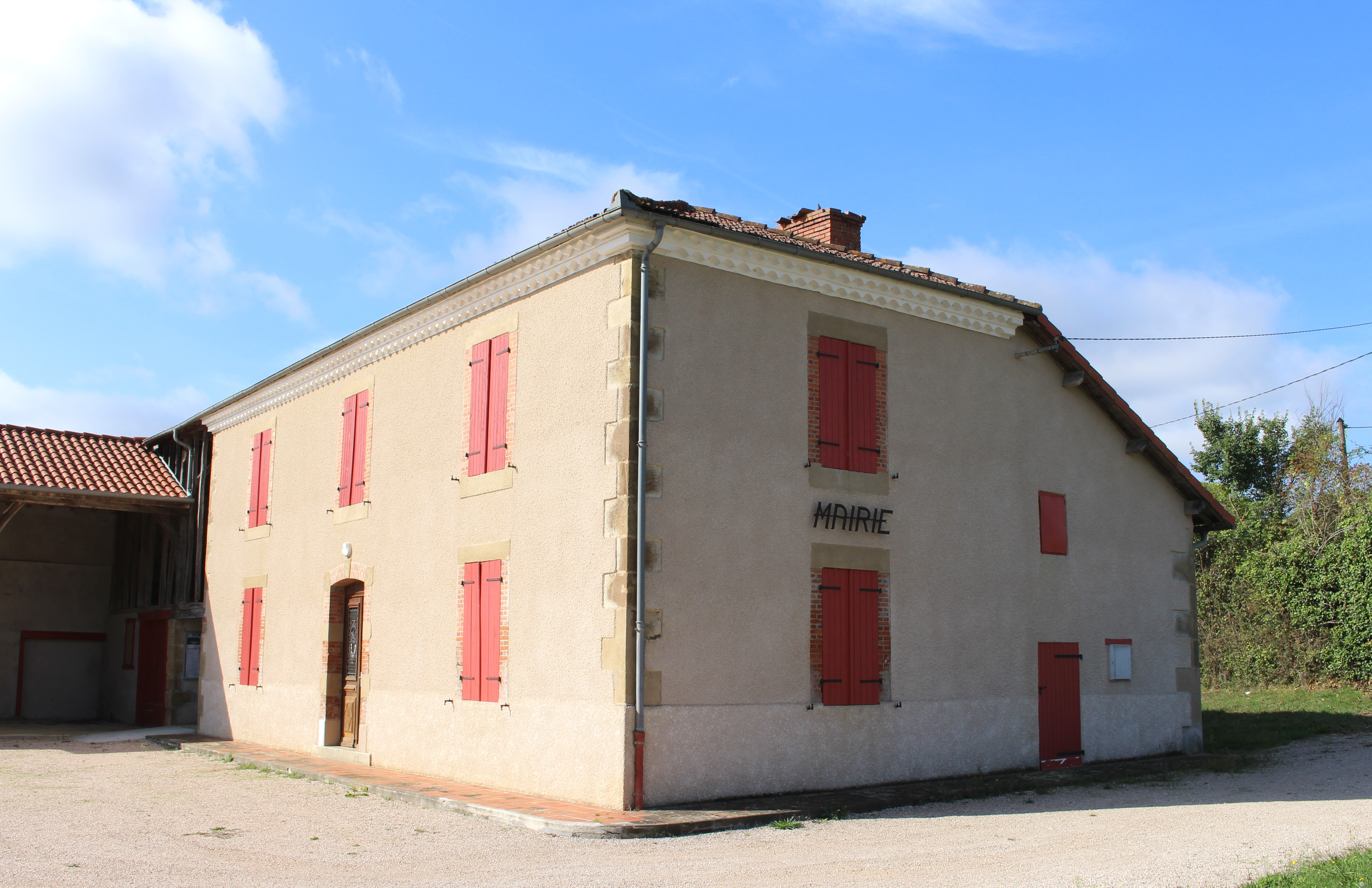
Bürgermeisteramt (Mairie) von Casterets

Casterets liegt in den Zonen AOC der Schweinerasse Porc noir de Bigorre und des Schinkens Jambon noir de Bigorre.

### Verkehr
Casterets wird von der Route départementale 721 durchquert.